# Budo Sento Championship
Budo Sento Championship, также известный как Budo SC или сокращенно BSC, — мексиканская спортивная организация, пропагандирующая смешанные боевые искусства и бои муай-тай.
Главный офис компании находится в Мехико. В отличие от других крупных мексиканских промоушенов, BSC более гибок в отношении мероприятий и количества проводимых боев.

## Возникновение
BSC была основана предпринимателем и юристом Иваном Масиасом в 2020 году. Масиас рассказал в интервью, что идея возникла после увеличения числа видов досуга из-за пандемии COVID-19, охватившей страну и весь мир.
14 ноября 2020 года в Foro Radi в Мехико состоялось первое мероприятие BSC Volume 1, в котором приняли участие бразилец Уилсон Рейс и мексиканец Карлос Брисеньо. Победителем боя вышел Рейс, который доминировал большую часть поединка и, наконец, заставил Брисеньо сдаться во втором раунде.